# Мірча Павлов
Мірча Павлов (нар. 14 вересня 1937, Салонта) — румунський шахіст, міжнародний майстер від 1977 року.

## Шахова кар'єра
У 1960 — 1970-х роках належав до когорти провідних румунських шахістів. У 1964 і 1965 роках двічі представляв національну збірну на командних чемпіонатах світу серед студентів, у 1965, 1973 і 1977 роках — на командних чемпіонатах Європи (у 1973 році виграв бронзову медаль в особистому заліку на 6-й шахівниці), у 1971, 1973 і 1976 роках — на командних чемпіонатах балканських країн (вигравши три медалі: золоту [1971], срібну [1973] і бронзову [1976]), а 1974 року — єдиний раз в кар'єрі на шаховій олімпіаді, яка відбулась у Ніцці.
Неодноразово брав участь у фіналі чемпіонату Румунії, тричі (1962, 1980, 1984) вигравши бронзові медалі. Двічі (Галле 1963 і Беїле-Херкулане 1982), брав участь у зональних турнірах (відбіркового циклу чемпіонату світу), не досягнувши в них успіху. 1976 року двічі досягнув успіху в міжнародних турнірах, які відбулися в Істрі (поділив 2-3-тє місце) та Бухаресті (поділив 2-ге місце позаду Теодора Гіцеску, разом із, зокрема, Йожефом Пінтером, Євгеном Свєшніковим і Лейфом Егордом).
Найвищий рейтинг Ело в кар'єрі мав станом на 1 січня 1981 року, досягнувши 2415 очок ділив тоді 9-10-те місце серед румунських шахістів.